# لیگ دسته اول فوتبال قزاقستان
لیگ دسته اول فوتبال قزاقستان (انگلیسی: Kazakhstan First League) دومین لیگ معتبر فوتبال در کشور قزاقستان است که در سال ۱۹۹۴ بنیان‌گذاری شده و زیر نظر فدراسیون فوتبال قزاقستان برگزار می‌شود.